# Absturz einer Antonow An-124 in Irkutsk
Der Absturz einer Antonow An-124 in Irkutsk am 6. Dezember 1997 ist der folgenschwerste Absturz dieses Flugzeugmusters.
Eine Antonow An-124-100 verunglückte auf einem Flug der Ukrainian Cargo Airways vom Flughafen Irkutsk-Nordwest über Wladiwostok zum Luftwaffenstützpunkt Cam Ranh Bay in Vietnam. Die Maschine stürzte kurz nach dem Abheben vom Flughafen Irkutsk-Nordwest auf zwei Häuserblocks in Irkutsk, nachdem kurz nach dem Start mehrere Triebwerke ausgefallen waren. Bei dem Absturz starben alle 23 Insassen der Maschine sowie 45 Menschen am Boden.

## Flugzeug
Die Antonow An-124-100 wurde 1985 gebaut und absolvierte ihren Jungfernflug am 30. Oktober 1985, ehe sie von der Aeroflot übernommen wurde. Am 14. Februar 1988 wurde sie an das 566. Transportfliegerregiment der Luftstreitkräfte der Sowjetunion übergeben, wo sie unter dem Luftfahrzeugkennzeichen СССР-82005 betrieben wurde. Bis zum Unfallzeitpunkt hatte die Maschine 1034 Flugstunden bei 576 Flügen absolviert. Nach dem Zusammenbruch der Sowjetunion ging die Antonow in den Bestand der Russischen Luftstreitkräfte über und trug fortan das Luftfahrzeugkennzeichen RA-82005. Die Maschine war mit vier Triebwerken des Typs Lotarjow D-18T ausgestattet. Zum Zeitpunkt des Unfalls war die Antonow durch die Luftwaffe an die Ukrainian Cargo Airlines verleast.

## Unfallhergang
Am 6. Dezember 1997 sollte die An-124 zwei Kampfflugzeuge des Typs Suchoi Su-27 mit einem Gesamtgewicht von 20 Tonnen nach Vietnam transportieren.
Die An-124 startete um 14:42 Uhr Ortszeit vom Flughafen Irkutsk-Nordwest. Drei Sekunden nach dem Start und in etwa 3 Metern Höhe fiel Triebwerk Nr. 3 aus. Kurz darauf fiel auch Triebwerk Nr. 2 aus. Nachdem 8 Sekunden später in einer Höhe von 66 Metern auch Triebwerk Nr. 1 ausfiel, begann die Maschine zu sinken. Obwohl die Besatzung versuchte, die Maschine mithilfe des verbliebenen laufenden Triebwerks unter Kontrolle zu halten, konnte sie den Absturz auf Wohnblock Nr. 45 auf der Graschdanskaja-Straße (russ.: Гражданская улица, Graschdanskaja uliza), 1600 Meter hinter der Startbahn, nicht mehr abwenden. Die vollbetankte Maschine ging beim Absturz in Flammen auf. Das Heck der Antonow beschädigte Wohnblock Nr. 120 und ein benachbartes Waisenhaus schwer.

## Folgen
Bei dem Unfall wurden alle 23 Insassen der Antonow sowie 45 Menschen am Boden getötet. Unter den Toten befanden sich 12 Kinder aus dem Waisenhaus. Da ihre Wohnungen bei dem Unfall zerstört wurden, waren 70 Familien obdachlos.

## Unfallursache

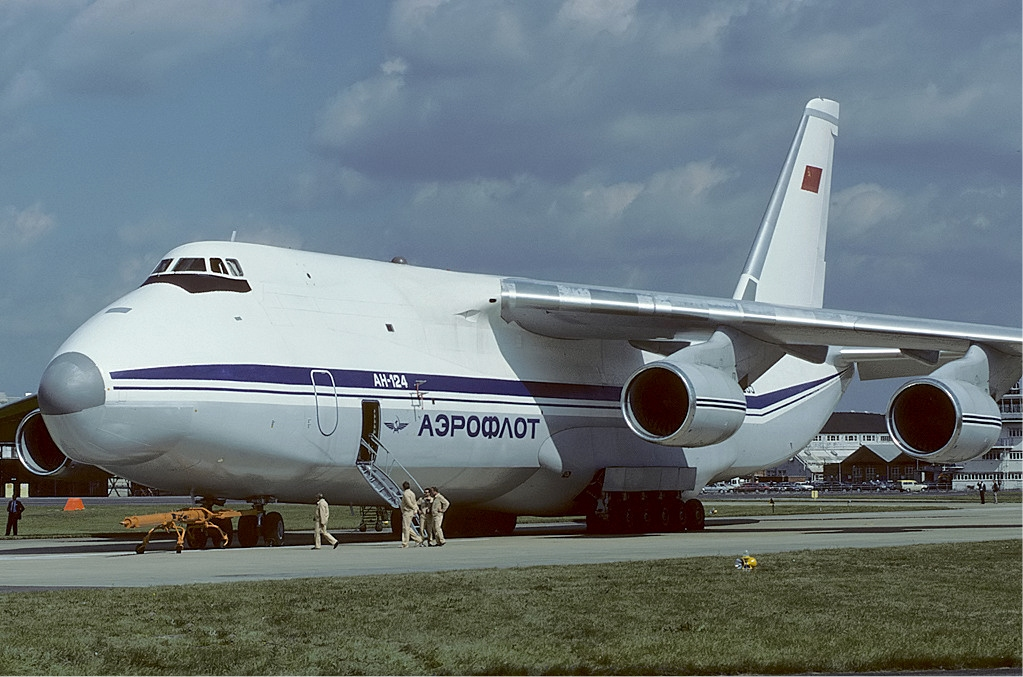
Die Unfallmaschine im Jahr 1986

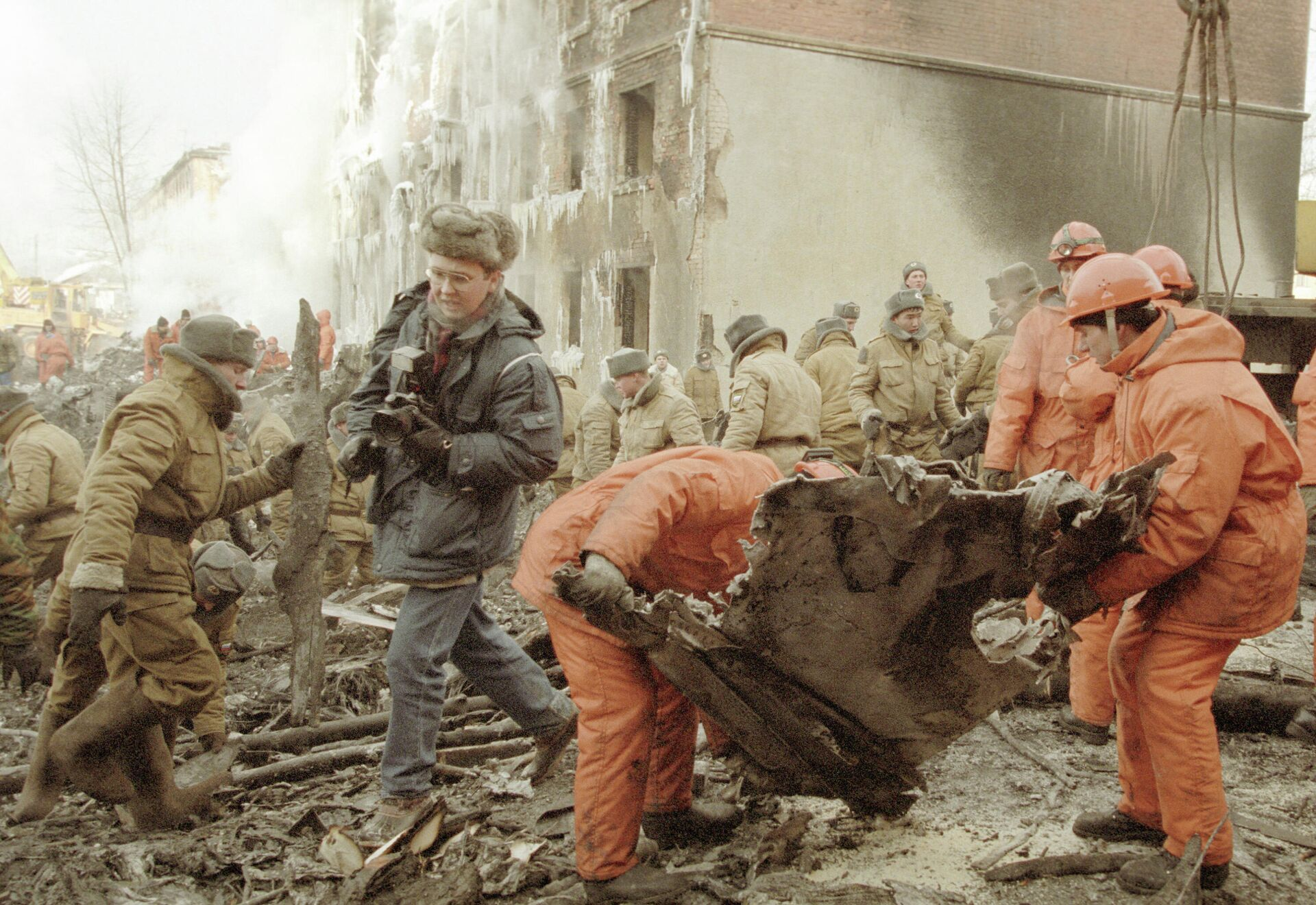
Bergungstrupps bei der Arbeit an der Absturzstelle

Nach dem Unfall übernahm eine Sonderkommission die Ermittlungen zur Absturzursache.
Die beiden Flugdatenschreiber hatten sich nach dem Absturz im Brandherd befunden. Sie waren durch das Feuer so stark im Mitleidenschaft gezogen worden, dass sich daraus keine brauchbaren Daten mehr gewinnen ließen. Im Unfallbericht wurde als Absturzursache ein Triebwerksausfall angegeben.
Da zum Zeitpunkt des Absturzes in Irkutsk Temperaturen von −20 °C herrschten, wurde gemutmaßt, dass der Ausfall der Triebwerke durch eine Vermischung von Winterkraftstoff mit herkömmlichem Kerosin zurückgehen könnte, welches sich noch vom letzten Rückflug aus Vietnam in den Tanks befand. Eine solche Mischung könnte zur Bildung von Eiskristallen geführt haben, welche die Kraftstofffilter verstopfen könnten, wodurch die Kerosinzufuhr zu den Triebwerken unterbrochen gewesen war. Im Jahr 2009 erklärte der Chefdesigner von Iwtschenko Progress, Fedir Murawtschenko, dem Unternehmen, das die Turbinen für die An-124 entwickelt hatte, ein annähernd gleiches Szenario ebenfalls zur Unfallursache.
Der Generalmajor Boris Tumanow, der von 1993 bis 2002 Vorsitzender des Flugsicherheitsdienstes der Russischen Luftwaffe und ein Mitglied der Untersuchungskommission für Unfälle mit Militärflugzeugen gewesen war, äußerte gegenüber dem Moskowski Komsomolez, dass der Unfall durch den Ausfall dreier Triebwerke verursacht worden sei.

## Ähnliche Zwischenfälle
Unfälle mit folgenreichen Abstürzen großer Frachtmaschinen in Wohngebiete waren auch:
- El-Al-Flug 1862
- Turkish-Airlines-Flug 6491